# Anna Jędrzejowska
Anna Jędrzejowska z domu Lis (ur. 21 sierpnia 1975 w Kazimierzu Dolnym) – polska dziennikarka związana z TVN24.

## Życiorys
Na antenie TVN24 zadebiutowała 21 lutego 2004. Wcześniej pracowała jako reporterka Faktów i prowadząca popołudniowe wydania programu. Po zakończeniu emisji programu 24 godziny, została prowadzącą serwisy informacyjne w Dniu na żywo. Od 2011 jest prezenterką programu reporterskiego 15 na żywo emitowanego od poniedziałku do piątku.

## Życie prywatne
Żona wydawcy Faktów, Grzegorza Jędrzejowskiego.